# Ernest Tilton Sumpter Kelly
Ernest Tilton Sumpter Kelly, kanadski letalski častnik, vojaški pilot in letalski as, * 20. junij 1898, Ontario, † 15. junij 1918, Laventie (KIA).
Poročnik Kelly je v svoji vojaški službi dosegel 6 zračnih zmag.

## Življenjepis
Med prvo svetovno vojno je bil sprva pripadnik Kanadske ekspedicijske sile, nato pa je 6. julija 1917 vstopil v Kraljevi letalski korpus.
Leta 1918 je bil premeščen v 1. eskadriljo, kjer je bil pilot S.E.5a.
Umrl je v spopadu s Fokker DR.I.